# Shomer
Shomer, pseudonimo di Nahum Meïr Schaikewitz (Njasviž, 18 dicembre 1849 – New York, 25 novembre 1905), è stato un romanziere e drammaturgo russo naturalizzato statunitense, specializzato nella lingua e nel teatro yiddish.
Sebbene fosse molto popolare ai suoi tempi e un gigante della letteratura yiddish, a volte chiamato il "Dumas della letteratura yiddish", fu significativamente danneggiato da Sholem Aleichem, che derideva le trame dei suoi lavori come stravaganti e improbabili, caratteristici di una "pentola a buon mercato".

## Biografia

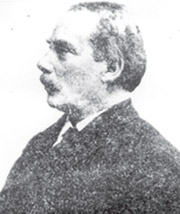
"Shomer"

Schaikewitz nacque a Nesvizh, nell'allora Governatorato di Minsk, nell'Impero russo, il 18 dicembre 1849. Si distinse come abile narratore fin da ragazzo. I suoi primi sforzi letterari presero la forma di racconti in ebraico per Ha-Meliẓ; in questo modo conobbe scrittori di ebraico come Ẓebi Hirsch Scherschewski, Dobsevage e altri. In seguito divenne un dirigente d'azienda a Vilnius e trascorse un po' di tempo viaggiando. Mentre era a Bucarest subì l'influenza del teatro ebraico e decise di diventare un autore drammatico. Si stabilì poi a Odessa, dove divenne direttore teatrale e drammaturgo al Teatro Mariinskij. La sua opera teatrale Der Rewizor (Odessa, 1883), un adattamento del Revizor di Gogol (L'ispettore del governo), ebbe molto successo e mostrò il talento di Schaikewitz come scrittore. Dopo la chiusura del teatro ebraico in Russia, Schaikewitz si recò a New York nel 1888, dove diresse Der Menschenfreund e Der Jüdischer Puck, due settimanali in lingua yiddish.
Schaikewitz è l'autore di diversi romanzi ebraici, tutti rappresentanti la vita ebraica nelle città russe. Tra questi: Mumar le-Hak'is (Varsavia, 1879); Kewiyah Taḥat Kewiyah e Ṭa'ut Goi (Varsavia. 1880); e Ha-Niddaḥat (vol. 1 e 2, Vilnius, 1886; vol. 3, Varsavia, 1887). Scrisse anche Ḳayin (Varsavia, 1887), un romanzo sulla vita ebraica in Portogallo. Ma Schaikewitz divenne particolarmente noto come scrittore in yiddish, prendendo come modello Isaac Meir Dick e, infine, eccellendo. Ha scritto oltre duecento romanzi in yiddish, in parte storici e in parte riflettenti la vita ebraica nelle piccole città e nei villaggi della Russia a metà del diciannovesimo secolo. Essendo il suo linguaggio semplice, proprio come veniva parlato dalle masse ebraiche in Lituania, i suoi romanzi ebbero l'effetto di diminuire notevolmente il fanatismo che prevaleva nelle piccole comunità rurali e urbane. Tra i suoi romanzi più popolari c'erano Der Ḳaṭorzḥnikh, Der Blutiger Adieu e Der Frumer Merder. Molti dei suoi romanzi storici sono apparsi sulla stampa quotidiana yiddish.
Oltre trenta commedie di Schaikewitz furono prodotte, prima in Russia, poi a New York, tra cui quella intitolata Tisza-Eslar, sull'accusa di sangue portata nell'omonima cittadina ungherese. Tra gli altri figuravano Der Bel Tchuve (Il penitente) e Trefnyak (L'impuro). Fu oggetto di attacchi al vetriolo da parte di S. Rabinovitz ("Sholem Aleichem"), che diresse contro di lui il suo Shomer's Mishpaṭ (Berdychev, 1888), rimproverandolo per le sue carenze letterarie. Schaikewitz si difese con successo in un opuscolo intitolato Yehi Or (New York, 1898), mostrando che il suo problema letterario era quello di soddisfare ogni livello di intelligenza, dal capofamiglia alla serva che non riusciva a capire le opere degli scrittori yiddish successivi. Jacob Adler in seguito scrisse dei suoi melodrammi che: "Niente di così crudo come questo può essere trovato in Goldfaden... [ma] l'umorismo in Sheikevitch è più credibile".